# كايت توماس
كايت توماس (بالإنجليزية: Kite Thomas)‏ هو لاعب كرة قاعدة أمريكي، ولد في 27 أبريل 1923 في كانساس سيتي في الولايات المتحدة، وتوفي في 7 يناير 1995 في روكي ماونت في الولايات المتحدة.

## وصلات خارجية
- كايت توماس على موقعبيزبول رفرنس.كوم (الدوري الرئيسي) (الإنجليزية)